# Pinos (kommun)
Pinos är en kommun i Mexiko.   Den ligger i delstaten Zacatecas, i den centrala delen av landet, 400 km nordväst om huvudstaden Mexico City.
Följande samhällen finns i Pinos:
- Pinos
- El Nigromante
- Santiago
- La Pendencia
- La Laborcilla
- Ahijaderos
- La Blanca
- San Andrés
- Trinidad Norte
- Presa Nueva
- San José de la Venta
- Huertas del Mezquite
- Cerrito de Dolores
- El Carmen
- Colonia los Encinitos
- Víctor Rosales
- El Salitrillo
- El Rayo
- Colonia San Joaquín
- Refugio de los Ortiz
- La Vaquita
- El Canalizo
- Castellanos
- La Cruz
- Pueblito de Guadalupe
- El Machucado
- Colonia Motolinía
- San Juan de los Herrera
- Santa Fe
- El Zacatal
- San Carlos
- La Cuadrilla
- El Bravo
- El Patrocinio
- Colonia Belisario Domínguez
- El Chiquihuitillo
- San Isidro
- La Presa de San José
- El Salto
- Jaltomate
- Arroyo Hondo
- Buenavista
- La Escondida
- Loma Linda
- La Mazamorra
- San Rafael de los Alemán
- La Esmeralda
- El Chinchorro
- Las Mezclitas
- La Purísima
- El Bajío
- El Golpe
- San Antonio de las Nueces
- San Antonio de Jarillas
- La Piedrera
- Los Alpes
- La Joya
- El Cuartito
- Los Salazar
- Los Corredores
- La Calerilla